# Левънуърт
Левънуърт (на английски: Leavenworth, звуков файл и буквени символи за произношение ) е град в окръг Шълан, щата Вашингтон, САЩ. Левънуърт е с население от 2074 жители (2000) и обща площ от 3,2 km². Намира се на 357 m надморска височина. ЗИП кодът му е 98826, а телефонният му код е 509.